# Sâmia Bomfim
Sâmia de Souza Bomfim (Presidente Prudente, 22 de agosto de 1989) é uma servidora pública, militante feminista e política brasileira, filiada ao Partido Socialismo e Liberdade (PSOL). É deputada federal por São Paulo desde 2019.
É formada em Letras pela Universidade de São Paulo (USP) e servidora na área técnico-administrativa da mesma universidade.

## Formação e carreira
Sâmia Bomfim formou-se em Letras pela Faculdade de Filosofia, Letras e Ciências Humanas da Universidade de São Paulo (FFLCH/USP) em 2014.
Foi professora de Inglês no curso Wise Up, em São Paulo, no ano de 2009. Em 2011, ingressou no serviço público como funcionária técnico-administrativa da USP.

## Vida pública
Iniciou sua militância na universidade fazendo parte do Centro Acadêmico de Letras e do Diretório Central dos Estudantes Alexandre Vannucchi Leme da USP. Desde então, também atua no movimento feminista.
Em 2016, participou da organização das manifestações em defesa da cassação e prisão do ex-deputado Eduardo Cunha (PMDB-RJ), então presidente da Câmara dos Deputados. Esteve a frente dos protestos contra a Cultura do estupro.
Em janeiro de 2020, anunciou relacionamento com Glauber Braga, deputado federal pelo PSOL do Rio. Em junho de 2021, nasceu Hugo, primeiro filho do casal.

### Eleições de 2016
Em sua primeira disputa eleitoral, foi candidata a vereadora na cidade de São Paulo pela coligação entre PSOL e PCB e pela Bancada Ativista. Durante a campanha recebeu apoio de personalidades, entre outros, como a nadadora olímpica Joana Maranhão, do ator e escritor Gregório Duvivier, do jornalista Xico Sá, da atriz Maria Casadevall e de políticos, como Marcelo Freixo (RJ), Chico Alencar (RJ), Carlos Giannazi (SP), Luciana Genro (RS). Recebeu o total de 12.464 votos, o que garantiu a Sâmia um assento na casa. Com isso tornou-se a mulher mais jovem a exercer o mandato de vereadora na capital do estado, aos 27 anos.

### Eleições de 2018

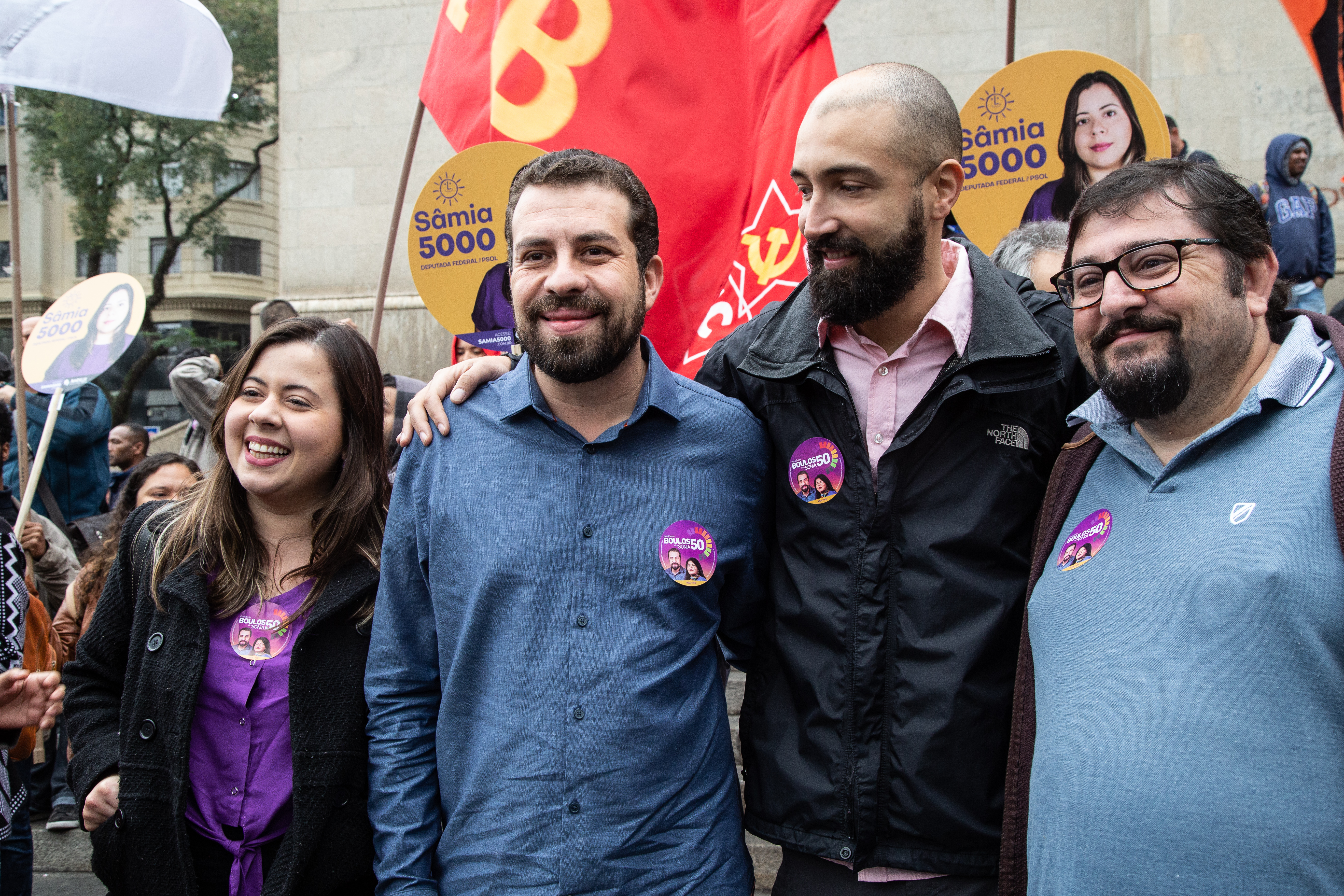
Sâmia e Boulos durante a campanha eleitoral de 2018

Em março de 2018 anunciou sua pré-candidatura pelo PSOL à Câmara dos Deputados ao defender que suas bandeiras políticas tem mais a ver com um projeto de país do que de cidade, quanto questionada sobre o porque trocar o legislativo municipal pelo parlamento nacional. O lançamento da sua pré-candidatura ocorreu em maio e contou com a presença de intelectuais, de ativistas e de políticos, como Marcelo Freixo, Carlos Giannazi, João Paulo Rillo, Toninho Vespoli, Fernanda Melchionna, David Miranda e Guilherme Boulos, pré-candidato a presidência pelo PSOL.
No pleito do dia 7 de outubro de 2018, Sâmia foi eleita a oitava deputada federal mais votada pelo estado de São Paulo com 249.887 votos, sendo a deputada mais votada do PSOL no estado.

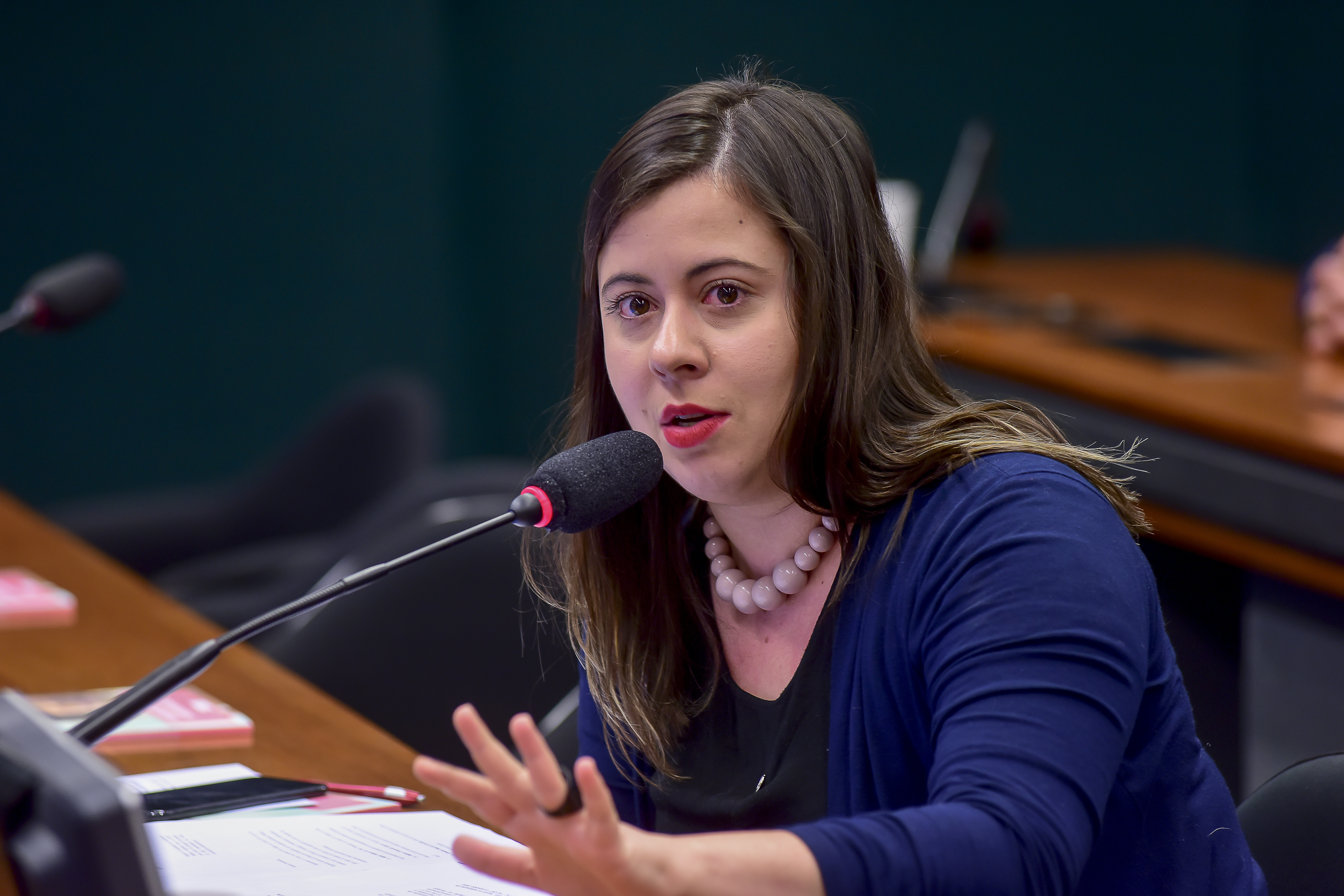
Sâmia atuando em Comissão da Câmara

### Pré-candidatura à prefeitura de São Paulo
Em fevereiro de 2020, Sâmia anunciou sua pré-candidatura à Prefeitura de São Paulo nas eleições de 2020. Recebeu apoio dos deputados federais David Miranda (RJ) e Fernanda Melchionna (RS), líder do partido na Câmara, da deputada Mônica Seixas, membro da Bancada Ativista na ALESP, da deputada gaucha Luciana Genro, do vereador Toninho Vespoli, Badá, vereador do Rio e fundador do partido, além do jornalista Glenn Greenwald, Rosana Pinheiro-Machado, Plínio Sampaio Jr.
No processo de prévias, disputou a indicação do PSOL junto ao deputado estadual Carlos Giannazi e Guilherme Boulos, líder do MTST e ex-candidato a presidência da República. No início de julho anunciou a Reverenda Alexya Salvador, pastora evangélica transgênero, como pré-candidata a vice-prefeita da sua chapa que disputará as prévias do partido. Na disputa acabou derrotada pela chapa Boulos-Erundina, escolhidos pré-candidatos do PSOL após receber 61% dos votos.

### Câmara dos Deputados

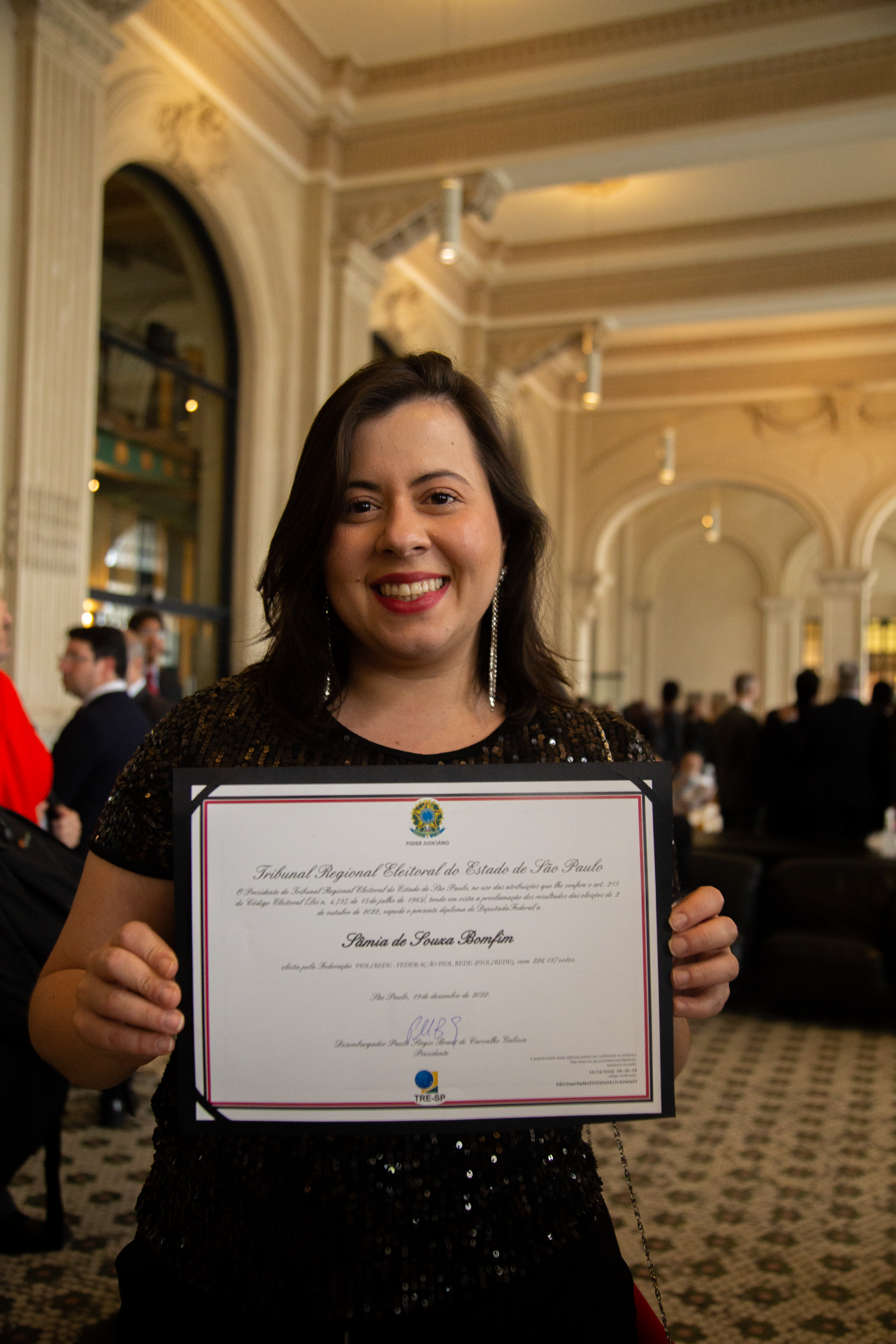
Diplomação Sâmia TRE-SP 2022

Liderou a bancada do PSOL no segundo semestre de 2020. Em 2022, foi escolhida para suceder a deputada Talíria Petrone da liderança do partido.
Durante o mandato, Sâmia deu a luz ao seu primeiro filho, Hugo, fruto do relacionamento com o deputado Glauber Braga. Na oportunidade, exerceu o direito a licença-maternidade de 120 dias. Ao longo desse período, a licença era computada como ausência nos painéis de votação da casa. Fato que ocasionava debate e pressão nas redes sociais, fruto de um entendimento que a deputada não quis se posicionar num determinado tema ou então que simplesmente não compareceu. Sâmia precisou requerer à Mesa Diretora da Câmara que os painéis passassem a sinalizar quando uma parlamentar está de licença-maternidade. Antes Câmara acatar a medida, Talíria Petrone e Áurea Carolina, ambas colegas de bancada no PSOL, foram outras deputadas que utilizaram a licença-maternidade e sofreram ataques pela ausência nesse período. Em algumas listas, as deputadas foram apontadas com as "mais faltosas".
Ainda assim, depois de se destacar em 2022 no Prêmio Congresso em Foco, em 2023 a deputada levou o primeiro lugar nas categorias "Melhores na Câmara pela internet" e "Melhores na Câmara pelos jornalistas".

## Atuação na Câmara Municipal
Foi a parlamentar mais jovem a exercer o mandato na Câmara Municipal de São Paulo, eleita com 27 anos. Estreando na Câmara, colocou seu nome como candidata a Presidência da Casa. Na votação conquistou dois votos, o seu e do vereador Toninho Vespoli, também do PSOL. Acabou a disputa na segunda colocação, a frente do vereador Mario Covas Neto (PSDB) e da vereadora Janaína Lima (NOVO), porém atrás do vereador Milton Leite (DEM), eleito com a ampla maioria dos votos.
É coautora da ação que pede a suspensão do aumento dos salários dos vereadores de SP aprovada no final do ano de 2016. Além de ter convocado manifestantes para protestarem contra o aumento das passagens e tarifas dos transportes na capital.
Em 2018, assumiu a liderança do PSOL na Câmara de São Paulo, tornou-se assim a mais jovem parlamentar a liderar uma bancada na casa aos 28 anos.
Renunciou ao mandato em 30 de janeiro de 2019 para assumir como deputada federal no Congresso Nacional. O suplente, Celso Giannazi (PSOL) foi efetivado em seu lugar.

### Projetos de Lei
- [PL nº 54/2017]: Dispõe sobre a obrigatoriedade de afixação, no âmbito do município de são paulo, de avisos com o número do Disque Denúncia da Violência Contra a Mulher (Disque 180).[35]
- [PL nº 117/2017]: Institui, no âmbito do município de São Paulo, o Mês da Luta Internacional das Mulheres, e dá outras providências.[36]
- [PL nº 120/2017]: Institui o programa de atenção humanizada ao aborto legal, e juridicamente autorizado no âmbito do município de São Paulo.[37]
- [PL nº 121/2017]: Estabelece percentual mínimo do total de recursos destinados nas leis orçamentárias anuais a publicidade e propaganda a ser aplicado em campanhas contra o machismo.[38]
- [PL nº 122/2017]: Aumenta para 20 dias o prazo de licença-paternidade garantido no estatuto dos servidores do município.[39]
- [PL nº 123/2017]: Dispõe sobre a obrigatoriedade do ensino de noções básicas sobre a Lei Maria da Penha nas escolas municipais do município de São Paulo.[40]
- [PL nº 124/2017]: Dispõe sobre a isenção temporária de pagamento da tarifa nas linhas urbanas de ônibus às mulheres vítimas de violência, no âmbito do município de São Paulo, e dá outras providências.[41]
- [PL nº 207/2017]: Institui o programa "Escola Livre" no Município de São Paulo.[42]

## Assassinato do irmão
Na madrugada do dia 5 de outubro de 2023, o médico ortopedista Diego Ralf Bomfim, irmão de Sâmia, foi atacado a tiros em um quiosque localizado na orla da Barra da Tijuca, na cidade do Rio de Janeiro. Ele e outros dois médicos foram mortos e um terceiro foi ferido e internado. Uma das linhas da investigação da Polícia Civil do Rio de Janeiro é de que os três médicos foram mortos por engano; há a hipótese de que o médico Perseu Ribeiro Almeida, uma das vítimas, ter sido confundido com um miliciano da região de Jacarepaguá que era alvo de traficantes locais.
O Ministro da Justiça e Segurança Pública Flávio Dino, determinou que a Polícia Federal acompanhe as investigações, já que há também a hipótese de que o crime tenha sido cometido por conta da atuação parlamentar de Sâmia e seu marido; o que o caracterizaria como sendo de natureza política.

## Desempenho em eleições
| Ano  | Eleição                | Candidata a      | Partido | Votos   | %     | Resultado |
| ---- | ---------------------- | ---------------- | ------- | ------- | ----- | --------- |
| 2016 | Municipal de São Paulo | Vereadora        | PSOL    | 12.464  | 0,23% | Eleita    |
| 2018 | Estaduais em São Paulo | Deputada federal | PSOL    | 249.887 | 1,18% | Eleita    |
| 2022 | Estaduais em São Paulo | Deputada federal | PSOL    | 226.187 | 0,95% | Eleita    |